# Helena Rizzo
Helena Rizzo Bins (Porto Alegre, 6 de dezembro de 1978) é uma chef de cozinha e ex-modelo brasileira. Em 2014, foi eleita a melhor chef mulher do mundo pela Revista Restaurant.

## Biografia e carreira
Nascida no Rio Grande do Sul, filha do engenheiro Roberto H. Bins Jr. e da artista plástica Ivone Rizzo, neta da escritora Patrícia Bins e do engenheiro Ivo Rizzo, ela começou a trabalhar como modelo, mas foi em 1997, no extinto restaurante Roanne de Claude Troisgros e Emmanuel Bassoleil, que ela melhor se destacou.  Fez estágios em várias cozinhas da Itália e Espanha e em 2006, ao voltar para o Brasil, abriu o restaurante Maní, cuja cozinha é definida como contemporânea, baseada em ingredientes simbólicos da cozinha brasileira, tendo a também modelo e apresentadora Fernanda Lima como sócia.
Além de ser a única Chef brasileira à frente de um restaurante condecorado pelo Guia Michelin, já foi eleita a melhor Chef do mundo pela Revista Restaurant por dois anos consecutivos, em 2013 e 2014. Em 2014 o restaurante Maní foi eleito o 36º melhor restaurante do mundo, atrás apenas do D.O.M. de Alex Atala na América do Sul.
O empreendimento, que possui uma estrela Michelin desde 2015, já foi eleito o melhor restaurante de São Paulo pela Folha de S.Paulo cinco vezes, além de figurar entre os 10 melhores restaurantes da América Latina e entre os 100 melhores do mundo, ambos pela revista Restaurant.
Com o sucesso da primeira casa, o grupo, também formado pela apresentadora Fernanda Lima, abriu outros empreendimentos: em 2007, inauguram a Casa Manioca, uma casa de eventos; e em 2015 foi a vez da Padoca do Maní e do Restaurante Manioca. À frente do Grupo Maní, Helena já foi premiada diversas vezes pelas outras casas. A Padoca do Maní, por exemplo, já foi eleita a melhor padaria de São Paulo, pela Folha de S.Paulo, em 2016. Já o Restaurante Manioca foi condecorado na categoria Bib Gourmand – que se refere ao melhor custo benefício – do Guia Michelin Brasil, nos anos de 2017, 2018 e 2019.
Em 2017, Helena aceitou o convite para participar da bancada do reality The Taste Brasil, exibido pelo canal GNT, junto com Felipe Bronze, André Mifano e Claude Troisgros.
Em 2019, estreou como integrante do júri internacional de The Final Table, competição gastronômica produzida pelo Netflix.
Em 2021, substituiu a Paola Carosella no talent show MasterChef Brasil, tendo seu primeiro episódio participado, lançado em 06/07/2021.

## Filmografia

### Televisão
| Ano           | Título            | Papel  | Notas                | Ref.   |
| ------------- | ----------------- | ------ | -------------------- | ------ |
| 2017          | The Taste Brasil  | Jurada |                      | [ 11 ] |
| 2019          | The Final Table   | Jurada | Temporada 1          | [ 13 ] |
| 2021–presente | MasterChef Brasil | Jurada | Temporada 8–presente | [ 14 ] |
| 2022–presente | MasterChef Júnior | Jurada | Temporada 2–presente |        |